# Gespecialiseerde vaart

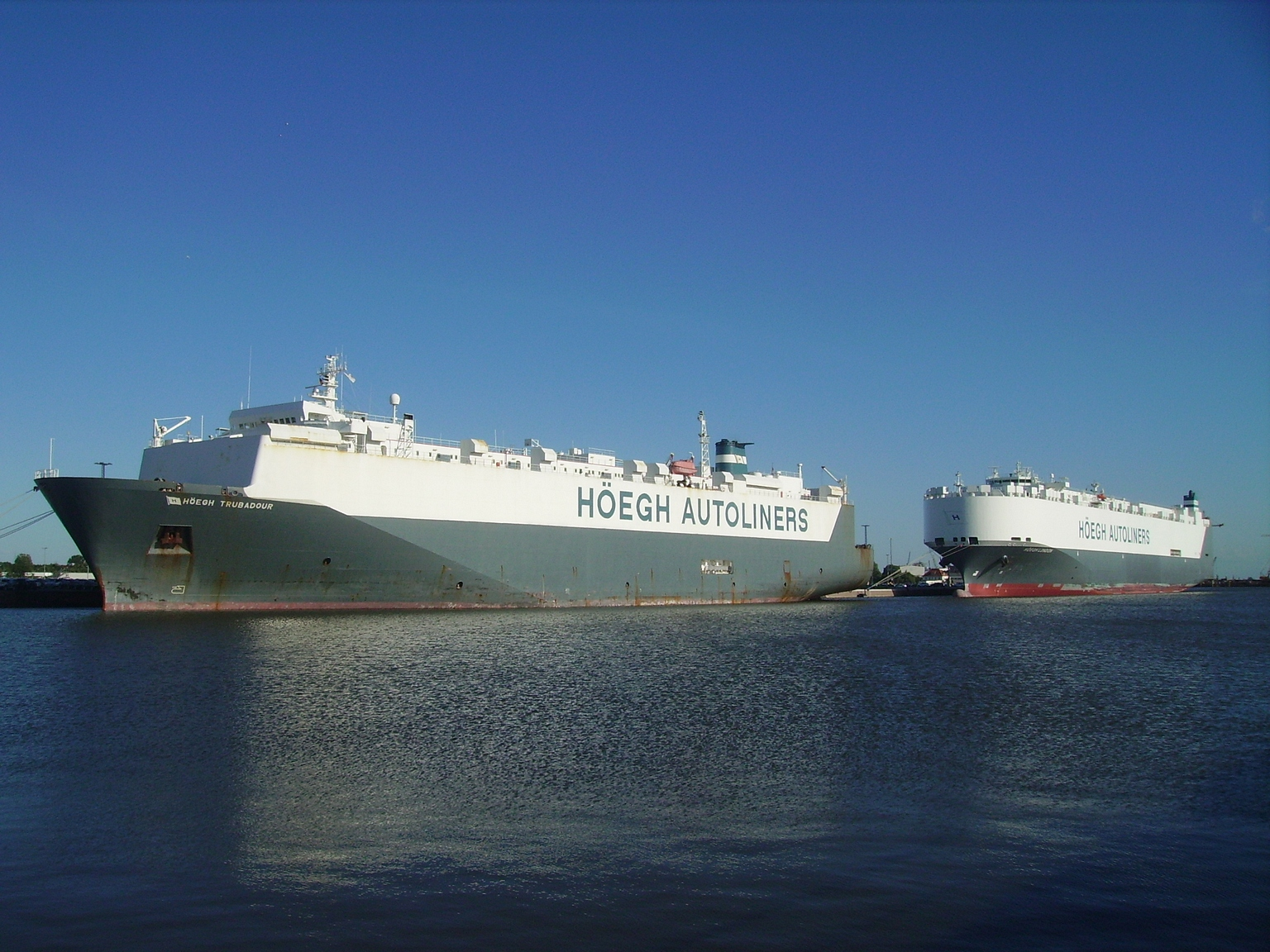
De Höegh Trubadour en de Höegh London, twee autoschepen.

Gespecialiseerde vaart onderscheidt zich van bulkvaart en lijnvaart door het gebruik van specifiek voor een bepaalde lading ontworpen schepen. Bij een aantal is de markt zo groot geworden, dat men deze niet meer tot gespecialiseerd vervoer rekent. Dit geldt onder meer voor supertankers en containerschepen.

## Indeling
Tegenwoordig zijn de vijf belangrijkste vormen van gespecialiseerd vervoer:
- motorvoertuigen;
- bosproducten;
- koel- en vrieslading;
- vloeibaar aardgas (LNG);
- chemicaliën.

## Primeurs
| Jaar | Scheepstype       | Naam                         | Lading            | Grootte       |
| ---- | ----------------- | ---------------------------- | ----------------- | ------------- |
| 1852 | Bulkcarrier       | John Bowes                   | Steenkool         | 650 dwt       |
| 1865 | Vrachtlijnschip   | Agamemnon                    | Stukgoed          | 3500 dwt      |
| 1880 | koelschip         | Strathleven                  | Bevroren vlees    | 400 karkassen |
| 1886 | Olietanker        | Glückauf                     | Olie              | 3030 dwt      |
| 1921 | Ertstanker        | G. Harrison Smith            | IJzererts/olie    | 14.305 grt    |
| 1926 | Zwareladingschip  | Belray                       | Zware lading      | 4280 dwt      |
| 1950 | LPG-tanker        | Herøya                       | Ammoniak          | 1500 dwt      |
| 1954 | Chemicaliëntanker | Marine Dow-Chem              | Chemicaliën       | 16.600 dwt    |
| 1956 | Autoschip         | Rigoletto                    | Rijdend materiaal | 260 auto's    |
| 1956 | Containerschip    | Ideal-X / Clifford J. Rogers | Containers        | 58 TEU        |
| 1962 | Houtschip         | Besseggen                    | Hout              | 9200 dwt      |
| 1964 | Lng-tanker        | Methane Princess             | Lng               | 27.400 m³     |